# Rosales (Riello)
Rosales es una población de la comarca de Omaña, en la provincia de León a 56 km por carretera al noroeste de León. El pueblo pertenece al histórico Concejo de la Lomba de Campestedo.

## Geografía
Rosales se encuentra en el extremo occidental de la Lomba, a 1320 metros de altitud sobre la ladera sur del Cueto Rosales (1557 m). El Cueto constituye un excelente mirador natural. Desde su cima, en un día claro, se puede divisar todo el valle del Omaña y la Cordillera Cantábrica desde el Catoute (2117 m) hasta el Espigüete (2450 m), en la provincia de Palencia.
El pueblo limita con Folloso, a menos de 2 km al este. Otras localidades limítrofes son Santibáñez de Arienza y Vegarienza en el valle del Omaña, Cirujales en el Valle Gordo y Andarraso en la ladera sur del Carbaín (1470 m). A algo más de 1 km al sur de Rosales transcurre el Río Negro, que atraviesa la Lomba de oeste a este y desemboca en el Omaña. En la margen sur del río Negro destacan los picos del Zurragón (1372 m), Geijo Blanco (1446 m) y Cueto de las Gallinas (1489 m).
 Se llega a Rosales tomando la CV-128-5 desde la carretera LE-493 (León a Caboalles), bien desde Riello o el Castillo.
Las viviendas y demás construcciones de Rosales están agrupadas en cuatro núcleos diferenciados: el Curriello, al oeste; la Solana, al norte; el Oseo, donde se encuentra «el bailadero» lugar tradicional de reunión de los vecinos; al sureste y en la cota más baja, está el barrio de Abajo o barrio del Convento, donde se sitúa la iglesia. Al sur del pueblo abundan los prados y huertas de regadío. 

### Clima
El clima de Rosales tiene cierto carácter continental con veranos
cortos y calurosos e inviernos largos y fríos. Las nevadas son relativamente
abundantes durante el invierno y el riesgo de heladas es importante
durante unos 8 o 9 meses al año. Los veranos suelen ser calurosos, con
acusados contrates térmicos entre el día y la noche. Las
precipitaciones son algo menos abundantes que en los valles septentrionales
de la cordillera Cantábrica, más sujetos a la influencia marítima atlántica.

### Geología
Los suelos en las inmediaciones de Rosales datan del período Precámbrico, con carácter ácido y abundancia de rocas de origen volcánico en su composición. Son suelos bastante pobres, aunque descendiento hacia el fondo del valle, donde se acumulan los sedimentos, las tierras son más fértiles. Cerca del río Negro, las rocas son del período Cámbrico y una mayor abundancia de roca caliza.

## Historia

### Protohistoria, ocupación romana y Edad Media
En la época prerromana, el valle del Omaña y sus alrededores estaba poblado por tribus astures. En las immediaciones de Rosales, cerca del río Negro en la zona conocida como «Campovalle» se ha hallado un hacha de bronce, lo que podría indicar la presencia de humana en tiempos anteriores a la conquista romana. También se conservan los restos del castro de Santa Colomba. El templo asociado al castro sobrevivió bastante tiempo, primero como templo pagano, y más tarde como ermita dedicada a Santa Colomba. Del tiempo de la ocupación romana también
datan los restos de una calzada y canal destinados a la explotación minera.
El hallazgo de piezas de cerámica y restos de paredes sugiere la existencia en el pasado de un núcleo de población en las afueras de la presente ubicación También se han hallado restos de una antigua iglesia y restos de losas sepulcrales en unos terrenos dedicados a huertas a unos 2 km del pueblo; en una de estas losas se conserva una inscripción legible, que
la sitúa en el reinado de Alfonso VI. De acuerdo con la tradición, en esta lugar se situaba una abadía de monjes cluniacences; estos tendrían el señorío del territorio y posiblemente impulsaron el desarrollo de Rosales y el área circundante durante los primeros tiempos de la reconquista.

### Señorío de los Condes de Luna
En el siglo XIV Don Diego Fernández de Quiñones, primer Conde de Luna se apoderó 
del territorio gobernado por los concejos omañeses. El conde impuso a sus
vasallos el pago de la cuarta parte del grano cultivado en sus
fincas —impuesto conocido como «pan del cuarto»—. En la segunda mitad del siglo, los habitantes de los concejos
de La Lomba de Campestedo, Traversales y Omaña comenzaron una serie de
pleitos que culminaron el la sentencia dictada por la Chancillería de Valladolid 
en 1526 que sólo reconoció a los Condes de Luna el pago de
10 maravedíes y medio por vecino, aunque los vecinos de Rosales no quedaron conformes con
el veredicto y siguieron pleiteando durante los siguientes siglos sin éxito. La población no quedó libre de esta carga hasta después de 1811, cuando las Cortes de Cádiz derogaron los señoríos juridisccionales.

### Era contemporánea

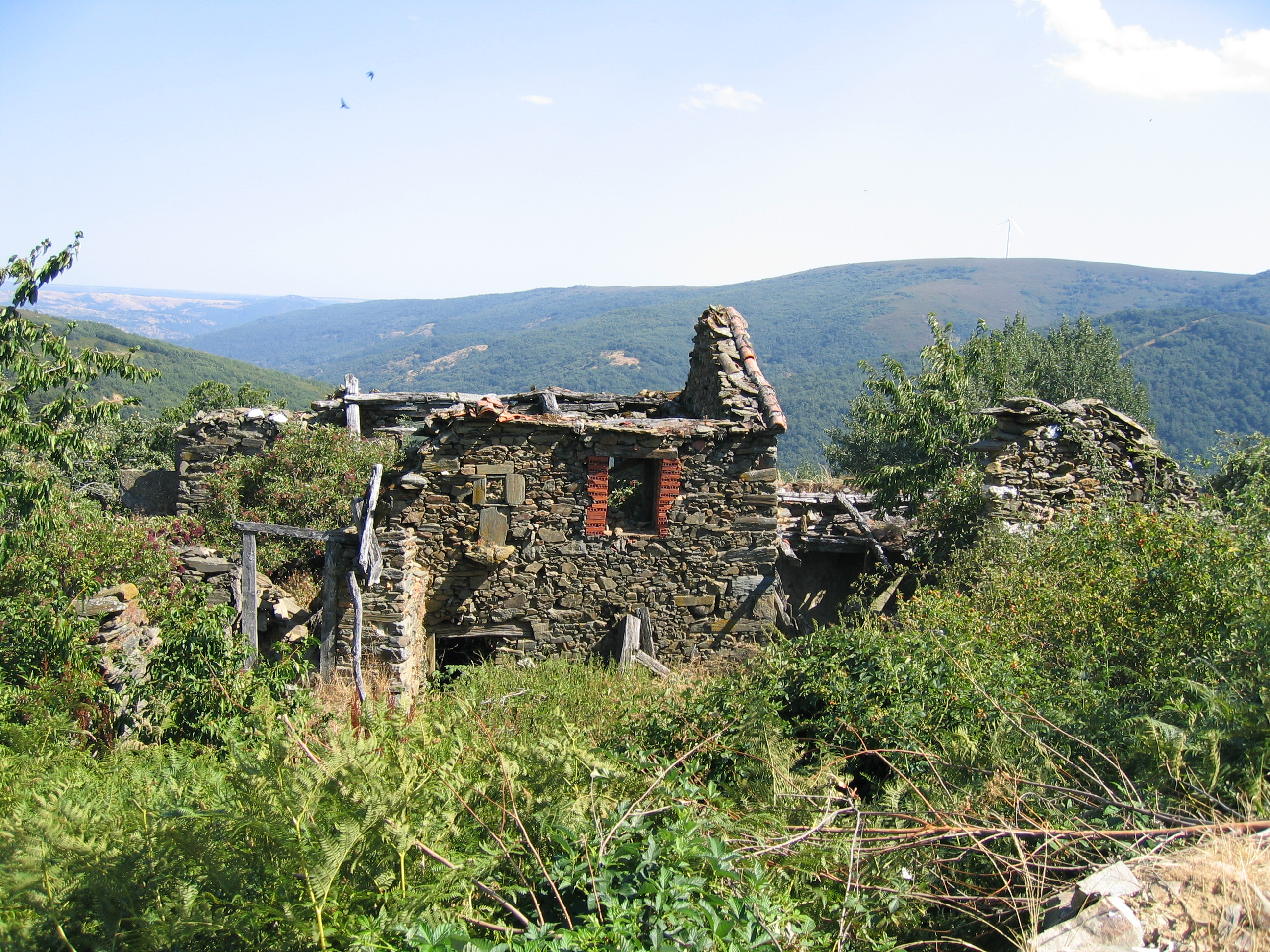
Casa abandonada en Rosales

A pesar de los cambios económicos y sociales que tienen lugar en España partir del siglo XIX, la sociedad en Rosales cambió poco, debido al aislamiento del pueblo y a la crónica carencia de infraestructuras. Esta situación mejoró en la segunda mitad del siglo XX: en la primavera de 1961 se amplió el camino del  Castillo que llega hasta la Iglesia del pueblo; estos trabajos, realizados con la colaboración de los vecinos de Folloso, Andarraso, Ponjos, Murias de Ponjos y Santibáñez de Arienza entre otros, facilitaron el transporte de la madera de  tierras comunales, cuya venta financió la instalación de la luz eléctrica en otoño del mismo año; la electricidad era suministrada por un generador de turbina hidráulica en el molino de Castro de la Lomba, que más tarde cayó en desuso. En el año 1978 se acondicionó y cambió el trazado de la carretera del Castillo y se asfaltó toda ella, facilitando el acceso al pueblo.
Estas mejoras no fueron suficientes para frenar la emigración de la población, que no cesa de
disminuir desde alcanzar su máximo a principios del siglo XX : 173 habitantes en
1920 según el censo de Mourille. La despoblación se aceleró a partir de los
años 50, y a principios del siglo XXI el pueblo apenas cuenta con habitantes fijos, aunque
bastantes viviendas siguen en uso como segunda residencia.

## Administración
La unidad tradicional política y administrativa de los pueblos de
Omaña era el concejo. El concejo aseguraba que la explotación de
pastos y montes, veceras de ganado y facenderas para quitar nieve,
construcción de caminos, fuentes y un sinfín de tareas que
garantizaban el bien común eran ejecutadas por los vecinos mediante
prestaciones personales. El pueblo se regía por ordenanzas para regular el riego de las tierras y aprovechamiento de los pastos, así como designar las multas para los vecinos que las incumplieran.
El concejo de Rosales, estaba a su vez integrado en el Concejo de la Lomba de Campestedo, con cabeza de municipio situada en  Campo de la Lomba. En 1970 los pueblos de la Lomba quedan integrados en el ayuntamiento de Riello. Con la creación de las
comunidades autónomas, el concejo pasa a constituirse como 
una  EATIM (entidad de ámbito territorial inferior al municipio), regida por un
alcalde pedáneo y  junta vecinal 
La EATIM tiene como competencias la administración del
su patrimonio histórico y forestal, construcción y reparación de
fuentes y abrevaderos, la policía de caminos rurales, montes, fuentes
y ríos y limpieza de las calles.

## Economía
La economía de Rosales ha estado tradicionalmente basada en el cultivo
del centeno, hortalizas, lino y árboles frutales y la ganadería
(vacas, ovejas, cabras, cerdos y aves de corral). El pueblo contaba
con molinos hidráulicos de rodezno, situados en el río Negro
y dedicados a moler el grano, y con hornos para
fabricar cal a partir de la piedra caliza abundante
en partes de la Lomba. Se trataba de una
economía de subsistencia, donde las familias consumían la mayor
parte de lo que producían y fabricaban y reparaban ellas mismas
las viviendas y objetos de uso cotidiano. Los escasos ingresos que se
obtenían se solían dedicar a la compra de azúcar, vino, telas y otros
materiales que no se producían en el pueblo, o eran invertidos en la
compra de tierras y animales. Estos intercambios comerciales se
producían principalmente en los mercados de Riello y el Castillo.
En los años 60, mejoró la situación económica de la población gracias
al efecto combinado de la mejora de los accesos al pueblo y a la
emigración masiva, que dejaba más tierras disponibles a los habitantes
restantes. Al poder acceder vehículos de motor al pueblo, los vecinos
empezaron a obtener más ingresos de la venta de leche. Las tierras
antaño dedicadas a producir alimentos empezaron a ser aprovechadas
para pastos. Las explotaciones mineras de Valdesamario y Laciana 
ofrecieron una alternativa a la ganadería como fuentes de
ingreso. Sin embargo, las perspectivas económicas siguieron siendo muy
inferiores a las ofrecidas en áreas urbanas e industriales. El
envejecimiento de la población y la falta de una política coherente
para promover la repoblación a un nivel suficiente para aprovechar
íntegramente los recursos existentes ha desembocado en la situación
actual de abandono.

## Patrimonio

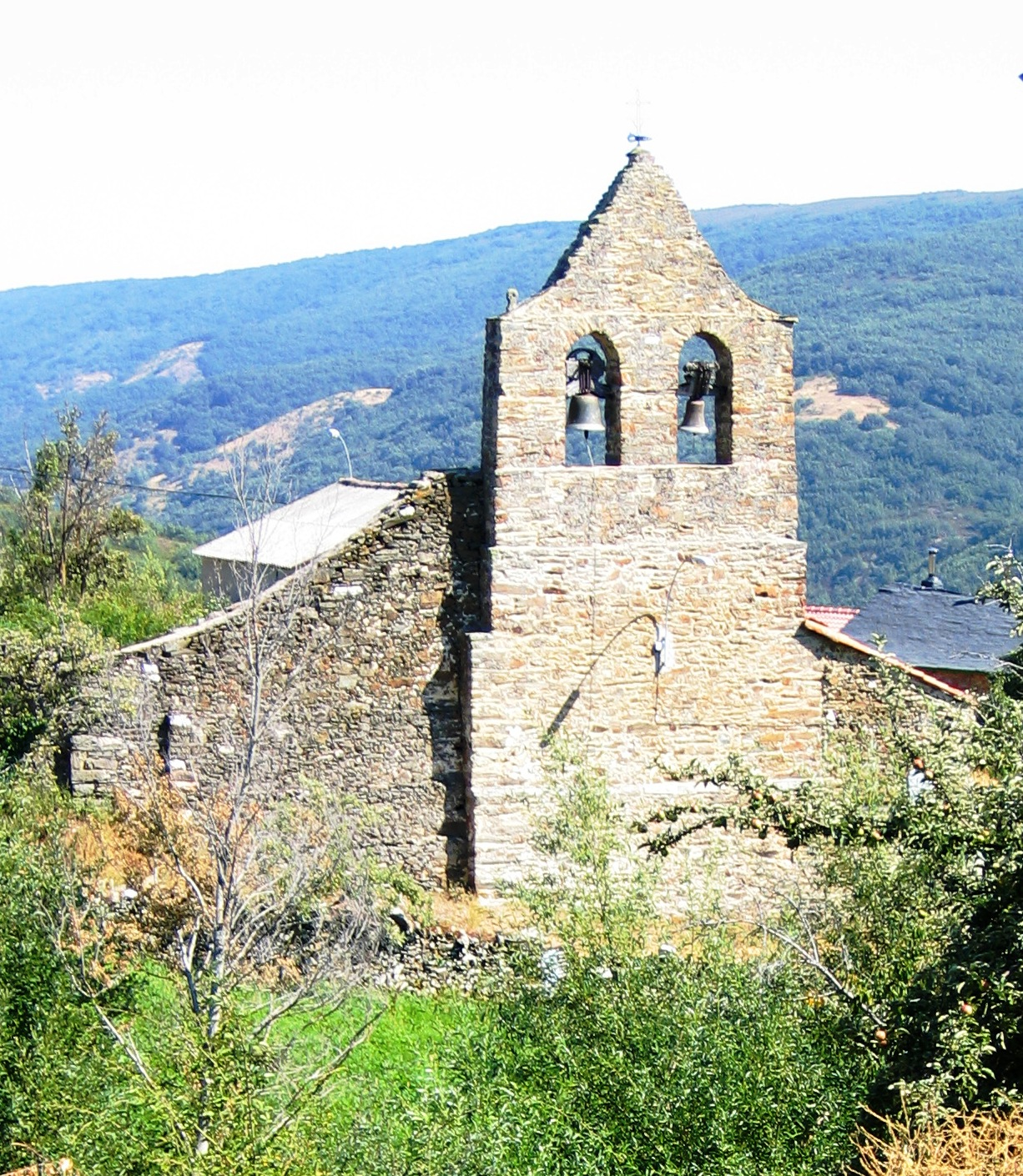
Torre de la iglesia

La iglesia parroquial es el edificio más destacado de Rosales.  Fue construida a finales del siglo XVIII y restaurada en profundidad en 1997. La mitad delantera está recubierta por una bóveda de cañón de piedra y la parte trasera por madera recubierta de losa. La cubierta del techo, originalmente de pizarra, se puso de teja durante la restauración. La torre está rematada por una espadaña, como es habitual en la zona. De la parte superior cuelgan dos campanas, una grande y otra pequeña de sonido más agudo. Las campanas se utilizaban para convocar a los vecinos, usando un toque diferente para cada ocasión: para misa, rosario, llamada a concejo o facendera, aviso de tormenta, de  incendio, etc.
La iglesia sustituyó a otra más antigua, situada en un monasterio dedicado a San Mateo del que hoy no quedan restos, excepto algunas losas encontradas en la ubicación del antiguo cementerio. De la iglesia antigua se conserva una talla de San Mateo del siglo XVI y el frontal del Altar Mayor. El retablo del Altar Mayor es de estilo neoclásico. El altar del Bendito Cristo, realizado con madera policromada, es de estilo churrigueresco, con columnas retorcidas y decoradas con hojas de vid y racimos de uvas; ocupa el centro del mismo una imagen de Cristo crucificado de gran talla; le acompañan por un lado una imagen de la Virgen del Rosario y por el otro una pequeña talla de santa Colomba del siglo XVI, proveniente de la antigua ermita que llevaba su nombre. En la parte posterior de la iglesia está el coro, sostenido por una gruesa viga de madera pintada y sobre la que descansa una barandilla de madera decorada y bien trabajada.

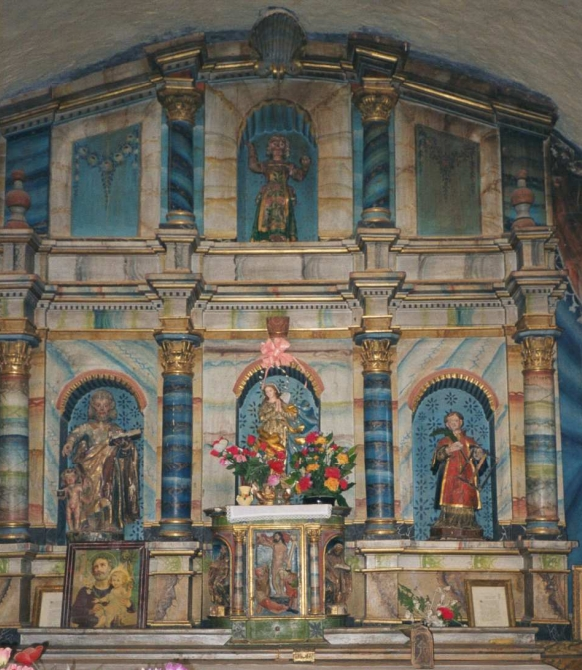
Retablo del Altar Mayor de la iglesia de Rosales

## Cultura

### Costumbres
Rosales es un pueblo rico en tradiciones, muchas veces compartidas con
otros pueblos de La Lomba de Campestedo y de la provincia de León.
Entre las costumbres del pueblo cabe destacar:
- La queima de la vieya: la quema de manojos de paja en una hoguera al comienzo de la primavera.
- Echar el rastro: esparcir paja por el camino de la casa de la novia al del novio la noche anterior a la boda.
- El palo de los pobres: los vecinos se turnaban para dar posada a los mendigos. Se indicaba la casa en que los pobres se habían hospedado la vez anterior por la presencia de un palo de madera.
- La zafarronada (desfile de carnaval).
- La sitera: trampa que se le preparaba a las alimañas (lobos, zorros, etc.) con un trozo de carne fresca, que se colgaba a tiro de una casa del pueblo en la que se apostaban los cazadores.
- El filandón y el calecho: reuniones de vecinos para pasar el rato contando historias o jugando a las cartas. Los filandones se realizaban en las casa, sobre todo durante las noches de invierno; algunos de los asistentes aprovechaban para realizar tareas domésticas, como el hilado. Los calechos solían tener lugar al aire libre.
- Juego de bolos leoneses.
- El samartino (matanza del cerdo).
- Cantata navideña, en la que las mozas componían una coplilla sacando a relucir los sucesos cómicos acaecidos en la localidad durante el año.
- Romerías y procesiones con motivo de festividades; la fiesta principal en Rosales es el Corpus, celebrado diez días tras el día de Corpus Christi. Otro acontecimiento importante es la romería de Pandorado, el 15 de agosto.[18] Es tradicional encabezar estas procesiones con el pendón del pueblo.

### Leyendas
El pueblo cuenta con una abundante tradición oral, que se ha conservado en gran parte gracias a los esfuerzos de César Morán Bardón. Muchas de las leyendas tienen una base religiosa, tratando de milagros realizados por santos o por la Virgen; otras de basan en hechos históricos, como la historia de Ares de Omaña. Otras leyendas, de carácter pagano,  comparten elementos comunes con el folclore del noroeste peninsular, como el protagonismo de los «moros» y tesoros escondidos.
- El milagro de Pandorado: Enfrentados a la pérdida de la cosecha por causa de una sequía, los habitantes de La Lomba hicieron una rogativa a la Virgen, la cual respondió con una lluvia milagrosa; en gratitud, las gentes de los lugares empezaron a acudir cada año al santuario de la Virgen, desde entonces llamada la Virgen de Pandorado, por el color de los campos al madurar las espigas.

- La Peña de la Mora: Con este nombre se conoce en Rosales a una piedra enhiesta de unos dos metros de altura (posiblemente un menhir)[20] que se encuentra en las montañas al sur del pueblo. La leyenda cuenta que a este lugar la subió encima de la cabeza una mora hilando desde el río Negro.

- El encanto de la Fuente de la Plata: Cuentan que una pastora, al beber de una fuente cerca del nacimiento del río Negro observó un hilo de plata en el manantial. Tiró de él y comenzó a devanar hasta hacer un ovillo muy grande. Al acercarse la hora de recoger el ganado y volver al pueblo, la pastora cortó el hilo. Este, en vez de quedar inerte en el suelo, empezó a adentrarse en el manantial hasta desaparecer. Entonces se oyó una voz que decía:

Devanar, devaneste,

pero no acabeste;

si una vuelta más hubieras dao,

una devanadera de oro hubieras sacao.

## Personas destacadas

### Padre César Morán Bardón
El Padre César Morán nació en Rosales en 1882. Agustino licenciado en filosofía y teología fue un arqueólogo y etnógrafo autodidacta, centrando su investigación en las edificaciones prehistóricas y folclore popular de Salamanca, Zamora y León. Falleció en Madrid en 1951.
El 22 de agosto de 1987 fue objeto de un homenaje en Rosales. Se le dedicó un monolito al lado de la iglesia, así como la calle principal de Rosales.

### Beato Bernardino Álvarez Melcón
El beato P. Bernardino Álvarez Melcón (31 de agosto de 1903 - 28 de noviembre de 1936)  fue un sacerdote agustino, doctor en derecho canónico y civil, superior del Monasterio de San Lorenzo de El Escorial.  Fue fusilado en Paracuellos de Jarama y beatificado el 28 de octubre de 2007 en Roma por Benedicto XVI. Su fiesta se celebra el día 6 de noviembre. El 12 de agosto de 2008 se le dedicó un homenaje en Rosales y se puso una placa en la iglesia en su honor.